# 皮薩里夫卡 (沙爾霍羅德區)
48°40′26″N 28°7′36″E / 48.67389°N 28.12667°E
皮薩里夫卡（烏克蘭語：Писарівка），是烏克蘭的村落，位於該國西南部文尼察州，由日梅林卡區負責管轄，面積22.6平方公里，海拔高度226米，2001年人口712，人口密度每平方公里31.5人。